# Darśan

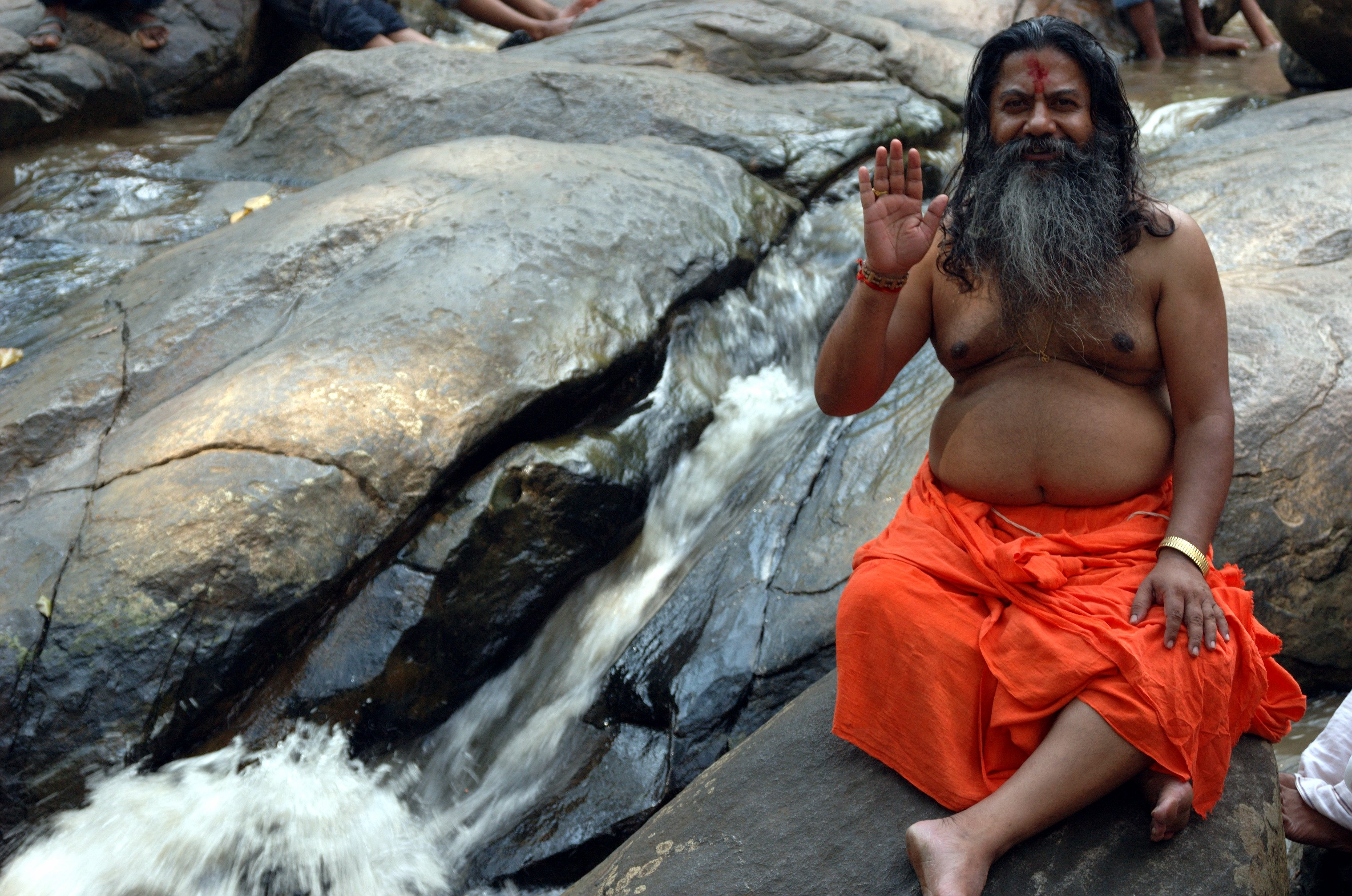
Sadhu udzielający błogosławieństwa poprzez wzrok i gest dłoni (mudra)

Darśana (dewanagari दर्शन, trl. darśana, hindi darśan) – sanskryckie słowo znaczące dokładnie spojrzenie i pogląd, które służy do nazywania czynności obcowania z guru lub bóstwem. To sytuacja przebywania w bezpośredniej obecności świętej osoby lub bóstwa, gdy u wiernego zachodzi otwarcie skutkujące doświadczaniem pozytywnego wpływu, jaki wywiera na hindusa sama obecność świętej postaci. Akt widzenia (lub spotkania) z istotą o sakralnej mocy.
W Indiach, po udaniu się do świątyni (mandir) by zobaczyć bóstwo (dewa) reprezentujące boga w jakiejkolwiek formie, mówi się, że otrzymałeś darśan tegoż boga. Darśan może również odnosić się do wizji bóstwa, której doświadcza osoba, jak również do faktycznego indywidualnego widzenia z przewodnikiem duchowym (guru, aćarja itd.). Darśan jest więc, ogólnie rzecz ujmując, uzyskaniem błogosławieństwa od bóstwa przez oglądanie go, bądź to w wizji, bądź fizycznie poprzez duchowo naładowany symbol bóstwa. Pokładana jest wiara, że darśan z mistrzem (guru), powoduje przepływ łaski.
- Współczesne kobiety-guru, sławne z powodu liczby udzielonych darśanów i sposobu ich realizacji, to:
  - Matka Meera z Niemiec
  - Mata Amrytanandamaji z Kerali